# Batrachyla taeniata
Batrachyla taeniata là một loài ếch thuộc họ Leptodactylidae. Loài này có ở Argentina và Chile.
Môi trường sống tự nhiên của chúng là rừng cận Nam cực, rừng ôn đới, vùng cây bụi ôn đới, đồng cỏ cận Nam cực, vùng đồng cỏ ôn đới, đầm lầy, đầm nước ngọt có nước theo mùa, vùng bờ biển nhiều đá, vùng đồng cỏ, vườn nông thôn, và thảm thực vật di thực. Chúng hiện đang bị đe dọa vì mất môi trường sống.